# XIII Congresso del Partito Comunista Russo (bolscevico)
Il XIII Congresso del Partito Comunista Russo (bolscevico), o PCR(b), si svolse dal 23 al 31 maggio 1924 a Mosca.

## Lavori
Al Congresso parteciparono 1 169 delegati, di cui 746 con diritto di voto deliberativo e 423 con voto consultivo. Al termine dei lavori vennero eletti il Comitato centrale, composto da 53 membri effettivi e 34 candidati, la Commissione centrale di controllo (151 membri) e la Commissione centrale di revisione (3 membri).